# Томлинсон, Дес
Десмонд Ним (Дес) Томлинсон (англ. Desmond Neame (Des) Tomlinson, 4 августа 1939) — южнородезийский хоккеист (хоккей на траве), нападающий.

## Биография
Дес Томлинсон родился 4 августа 1939 года.
В 1964 году вошёл в состав сборной Южной Родезии по хоккею на траве на Олимпийских играх в Токио, поделившей 11-12-е места. Играл на позиции нападающего, провёл 4 матча, забил 1 мяч в ворота сборной Новой Зеландии.